# Peperomia cordigera
Peperomia cordigera är en pepparväxtart som beskrevs av Gustav Adolf Hugo Dahlstedt. Peperomia cordigera ingår i släktet peperomior, och familjen pepparväxter. Utöver nominatformen finns också underarten P. c. pililamina.